# Фридерика фон Саксония-Гота-Алтенбург (1675 – 1709)
Вижте пояснителната страница за други личности с името Фридерика фон Саксония-Гота-Алтенбург.
Фридерика фон Саксония-Гота-Алтенбург (на немски: Friederike von Sachsen-Gotha-Altenburg; * 24 март 1675 в Гота; † 28 май 1709 в Карлсбад) от рода на Ернестински Ветини е принцеса от Саксония-Гота-Алтенбург и чрез женитба княгиня на Анхалт-Цербст.
Тя е дъщеря на херцог Фридрих I фон Саксония-Гота-Алтенбург (1646 – 1691) и принцеса Магдалена Сибила (1648 – 1681) фон Саксония-Вайсенфелс, дъщеря на херцог Август фон Саксония-Вайсенфелс.
Фридерика се омъжва на 25 май 1702 г. в Цербст за принц Йохан Август (1677 – 1742), който от 1718 г. е княз на Анхалт-Цербст, първият син на княз Карл Вилхелм фон Анхалт-Цербст и София фон Саксония-Вайсенфелс.
Бракът е бездетен. Тя е интелигентна, красива и негова важна съветничка. През 1704 г. се създава увеселителният дворец с името Фридерикенберг, наречен на нея. Тя умира в Карлсбад на 34 години на 28 май 1709 г.